# Lightning (réseau)
Le réseau Lightning (LN, de l’anglais Lightning Network) est un protocole de paiement de pair-à-pair, construit comme une application de deuxième couche adossée à la blockchain Bitcoin. Lightning vise à permettre des transactions rapides et a été proposé pour résoudre le problème de scalabilité de Bitcoin,,.

Exemple d'un routage de paiement de A à Q via un maillage en réseau de canaux de paiement.

Le réseau Lightning est composé de nœuds qui établissent des canaux de paiements directionnels entre eux.
En avril 2022, 40.000 enseignes sont disposées à accepter les paiements en Bitcoins grâce au réseau Lightning, dont McDonald's et Starbucks.